# Falcon (Mississippi)
Pour les articles homonymes, voir Falcon.
Falcon est une ville américaine située dans le comté de Quitman, dans le Mississippi. Selon le recensement de 2020, sa population est de 116 habitants.